# Adeline Baud-Mugnier
Pour les articles homonymes, voir Baud et Mugnier.
Adeline Baud-Mugnier, née le 28 septembre 1992 à Évian-les-Bains, est une skieuse alpine française, licenciée aux Gets. Elle a participé aux Jeux olympiques d'hiver de 2014 à Sotchi.

## Carrière
Adeline Baud commence le ski à l'âge de 2 ans et demi aux Gets et intègre le ski-club de la station à 5 ans.
Elle fait ses premiers pas sur le circuit FIS lors de la saison 2007-2008, et dès la saison 2008-2009 elle monte pour la première fois sur un podium FIS, à Morzine (3e du slalom géant le 6 janvier 2009), elle a alors 16 ans. Elle enchaîne avec une seconde place au slalom géant du Festival olympique de la jeunesse européenne à Szczyrk.
La saison suivante (2009-2010) la voit remporter ses premières victoires sur le circuit (slalom géant d'El Colorado en novembre, puis deux slaloms à Châtel en janvier 2010).
En février 2010 elle participe à ses premiers Championnats du monde junior, au bilan mitigé (50e en slalom et 14e en slalom géant).
Enfin elle décroche également en fin de saison une 3e place aux Championnats de France, en super combiné.
Adeline Baud franchit un palier lors de la saison 2010-2011 en signant ses premiers top 10 en coupe d'Europe (essentiellement en slalom géant et un en super combiné) tout en continuant à glaner des podiums (et une victoire) sur les courses FIS.
Elle participe cette fois aux quatre épreuves des championnats du monde junior avec notamment une 5e place en géant.
Surtout elle effectue ses premières courses en Coupe du monde : le 23 octobre 2010 à Sölden elle prend le départ du slalom géant (mais ne finira pas la première manche). Elle prendra cette saison trois départs de Coupe du Monde.
Lors de la saison 2011-2012 elle poursuit sa progression en signant son premier podium en Coupe d'Europe (3e du super-G de Bad Kleinkirchheim le 14 janvier 2012) et aux championnats du monde junior (3e du slalom géant). Néanmoins elle n'apparait que quatre fois en Coupe du monde; toujours en slalom géant.
La saison 2012-2013 est la saison qui la voit s'imposer en équipe de France, avec neuf départs de Coupe du monde, à la fois en slalom et en slalom géant. Elle marquera ses premiers points à Courchevel (27e du géant le 16 décembre 2012) puis à Maribor (29e). Sa deuxième partie de saison est plus concentrée sur la coupe d'Europe où elle signe quatre victoires (trois géants et un super combiné) et termine la saison à la deuxième place dans ces deux disciplines.
Lors de la saison olympique 2013-2014 elle est membre titulaire de l'équipe de France en slalom et slalom géant, signe trois top 20 et réalise à Kranjska Gora - une semaine avant les JO - sa meilleure performance avec une 19e place en slalom.
Elle fait partie de l'équipe de France olympique 2014 pour les épreuves du slalom et du slalom géant.
En décembre 2014, elle obtient son meilleur résultat lors du slalom géant de Kühtai avec une neuvième place.
A l'issue de la saison 2014-2015 elle n'est pas qualifiée pour les épreuves individuelles des finales de Méribel mais est retenue pour l'épreuve par équipe (en compagnie de Tessa Worley, Victor Muffat Jeandet et Mathieu Faivre). C'est elle qui court la première manche du premier tour face à Sara Hector. Alors qu'elle est en tête elle fait une faute sur le bas de parcours qui lui fait rater la dernière porte et surtout entraine une rupture du ligament croisé antérieur du genou gauche. Il s'agit à 22 ans de sa troisième blessure au genou.
Sa saison 2015-2016 commence de belle manière : pour son premier départ en Coupe du monde depuis sa blessure (le 27 novembre 2015 au slalom géant d'Aspen, le deuxième de la saison) elle signe le deuxième top 10 de sa carrière avec une dixième place prometteuse.
Elle confirme sa forme dès le lendemain en finissant 11e du slalom. Un mois après elle termine 12e du géant de Courchevel et signe ainsi son 3e top 15 en six courses. La suite est plus difficile avec à l’inverse une 13e place au géant de Flachau comme seul résultat dans les points lors des huit courses suivantes. Pour la première fois de sa carrière elle se qualifie en fin de saison pour les Finales de coupe du monde individuellement, pour le slalom géant de Saint-Moritz dont elle se classe 10e. D’un point de vue comptable cette saison est logiquement sa meilleure, avec 110 points et la 19e place en slalom géant (3e française de la spécialité derrière Taïna Barioz et Tessa Worley), 140 points et le 55e rang au classement général. Elle conclut sa saison par les Championnats de France où elle glane les titres en slalom et slalom parallèle, ainsi qu’une seconde place en slalom géant.
Aux Championnats du monde 2017, elle est 14e du slalom géant, mais surtout fait partie de l'équipe de France gagnante du slalom parallèle en tant que titulaire. Elle obtient un podium par équipes à Aspen aux Finales de Coupe du monde.
En décembre 2017, elle obtient le meilleur résultat de sa carrière avec une septième place au slalom géant de Courchevel. Elle dispute ses deuxièmes jeux olympiques en février 2018 à Pyeongchang, prenant la vingtième place au slalom géant et la quatrième à l'épreuve par équipes.
La saison 2018-2019 d'Adeline Baud-Mugnier ne dure que deux mois, de Sölden à Semmering pour dix départs de coupe du monde et un dixième place lors du géant de Courchevel comme meilleure performance,. En effet, elle se blesse à l’entrainement le 2 janvier 2019 et se fait une rupture du ligament croisé antérieur du genou gauche, sa quatrième blessure de ce type, et met prématurément fin à sa saison.
Cette dernière blessure a raison de son avenir, et en août 2019, alors qu'elle n'a que 26 ans, elle annonce qu'elle met fin à sa carrière.

## Palmarès

### Jeux olympiques d'hiver
| Épreuve / Édition | Sotchi 2014 | Pyeongchang 2018 |
| Slalom géant      | 22e         | 20e              |
| Slalom            | abandon     | Abandon          |
| Par équipes       |             | 4e               |

### Championnats du monde
| Épreuve / Édition   | Vail - Beaver Creek 2015 | Saint-Moritz 2017 |
| Slalom géant        | 15e                      | 14e               |
| Slalom              | –                        | ab.               |
| Epreuve par équipes | 5e                       | Or                |

### Coupe du monde
- Meilleur classement général : 47e en 2017.
- Meilleur résultat : 7e.
- 1 podium par équipes.

| Saison / Épreuve | Saison / Épreuve | Général | Général | Descente | Descente | Slalom | Slalom | Slalom géant | Slalom géant | Super G | Super G | Combiné | Combiné |
| ---------------- | ---------------- | ------- | ------- | -------- | -------- | ------ | ------ | ------------ | ------------ | ------- | ------- | ------- | ------- |
| Saison / Épreuve | Saison / Épreuve | Class.  | Points  | Class.   | Points   | Class. | Points | Class.       | Points       | Class.  | Points  | Class.  | Points  |
| 2012             | 2012             | -       | 0       | -        | -        | -      | -      | -            | 0            | -       | -       | -       | -       |
| 2013             | 2013             | 111e    | 6       | -        | -        | -      | -      | 49e          | 6            | -       | -       | -       | -       |
| 2014             | 2014             | 72e     | 57      | -        | -        | 44e    | 12     | 28e          | 45           | -       | -       | -       | -       |
| 2015             | 2015             | 59e     | 105     | -        | -        | 27e    | 50     | 28e          | 55           | -       | -       | -       | -       |
| 2016             | 2016             | 55e     | 140     | -        | -        | 37e    | 30     | 19e          | 110          | -       | -       | -       | -       |
| 2017             | 2017             | 47e     | 160     | -        | -        | 25e    | 74     | 23e          | 86           | -       | -       | -       | -       |
| 2018             | 2018             | 57e     | 125     | -        | -        | 29e    | 48     | 26e          | 77           | -       | -       | -       | -       |
| 2019             | 2019             | 56e     | 121     | -        | -        | 35e    | 43     | 23e          | 78           | -       | -       | -       | -       |

### Coupe d'Europe
- 7 podiums dont 4 victoires.
- Deuxième des classements de slalom géant et super combiné en 2013.
- Troisième du classement général en 2013.

### Championnats du monde juniors
- Championnats du monde juniors 2012 :
  -  Médaille de bronze sur le slalom géant
- Championnats du monde juniors 2013 :
  -  Médaille de bronze sur le slalom.
  -  Médaille de bronze sur le combiné.

### Championnats de France

#### Elite
- Championne de France de slalom en 2016 et 2017.
- Championne de France du combiné en 2017
- Vice-championne de France de slalom géant en 2016.
- Troisième au championnat de France de super-combiné en 2010.
- Championne de France de slalom parallèle en 2016.

#### Jeunes
5 titres de Championne de France